# Mesocapnia variabilis
Mesocapnia variabilis is een steenvlieg uit de familie Capniidae. De wetenschappelijke naam van de soort is voor het eerst geldig gepubliceerd in 1920 door Klapálek.